# Liste des évêques de Narni
- Saint Giovenale Ier (359–376)
- Maxime (376–416)
- Pancrace Ier (416–455)
- Ercole (455–470)
- Pancrace II (470–493)
- Vitaliano (499–533)
- Procolo (536–536)
- Cassio (536–558)
- Uni avec le diocèse de Terni de  558 à 730
- Giovenale II (558–565)
- Prejecto (591)
- Constantin Ier (593–601)
- Anastase (649–653)
- Deusdedito (680–721)
- Vilaro (721–730)
- Constantin II (741–769)
- Ansulado (769–853)
- Stéphane Ier (853–861)
- Martin Ier (861–879)
- Bonoso (898–940)
- Jean II (940?–960?)
- Jean III (961–965)
- Stéphane II (968–1015)
- Dodo (1027–1037)
- Adalbert (1059–1065)
- Atto (1068/69)
- Rodolphe (1091/92)
- Augustin (1101/12–1125)
- Nicolas (1146–1156)
- Pierre (1156–1161)
- Aimé (1179–1180)
- Boniface (1180–1208) † 1214
- Ugolino (1208–1220
- Jean IV (1220–1225)
- Grégoire (1225–1232)
- Jacopo Manuseti (1232–1260)
- Orland (1261–1303)
- Pierre (1316–1322)
- Amanzio (1324–1337)
- Lino (1337–1342)
- Fiorentino, O.S.D. (1342–1343)
- Agostino Tinacci (1342–1367)
- Guglielmo (1367–1371)
- Luca Bertini (1371–1377)
- Giacomo Tolomei (1377–1383)
- Francesco Bellanti (1387–1407)
- Giacomo, O.S.D. (1407–1408)
- Angelo (1408–1412)
- Donadio (1414–1418)
- Giacomo Boniriposi (1418–1455)
- Lelio (1455–1464)
- Costantino Eroli (en) (1464–1472)
- Carlo Boccardini (1472–1498)
- Pietro Guzman (1498–1515)
- Francesco Soderini (1515–1517)
- Ugolino Martelli (1517–1523)
- Carlo II (1523–1524)
- Paolo  Cesi (1524) (administrateur apostolique)
- Bartolomeo Cesi (1524–1537)
  - Guido Ascanio Sforza di Santa Fiora (1537-1538) (administrateur apostolique)
- Giovanni Rinaldi Montorio (1538–1546)
- Pietro Donato Cesi (1546–1566) † 1588
- Romolo Cesi (1566–1578)
- Erolo Eroli (1578–1600)
- Giovanni Battista Toschi (1601–1632)
- Lorenzo Azzolini (1632–1632)
- Giovanni Paolo Buccerelli (1634–1656)
- Raimondo Castelli (1656–1670)
- Ottavio Avio (1670–1682)
- Giuseppe Felice Barlacci (1682–1690)
- Francesco Picarelli (1690–1708)
- Francesco Saverio Guicciardi (1709–1718)
- Gioachino Maria de'Oldo (1718–1725)
- Nicola Terzago (1725–1760)
- Prospero Celestino Meloni (1760–1796)
- Antonio David (1796–1818)
- Antonio Maria Borghi (1818–1834)
- Gioachino Tamburini (1834–1842)
- Giuseppe Maria Galligari (1842–1858)
- Giacinto Luzi (1858–1873)
- Vitale Galli (1873–1890)
- Cesare Boccanera (1890–1905) † 1915
- Francesco Moretti (1905–1907)
- Francesco Maria Berti, O.F.M. Conv. (1921) (administrateur apostolique)